# Златоустовская оружейная фабрика

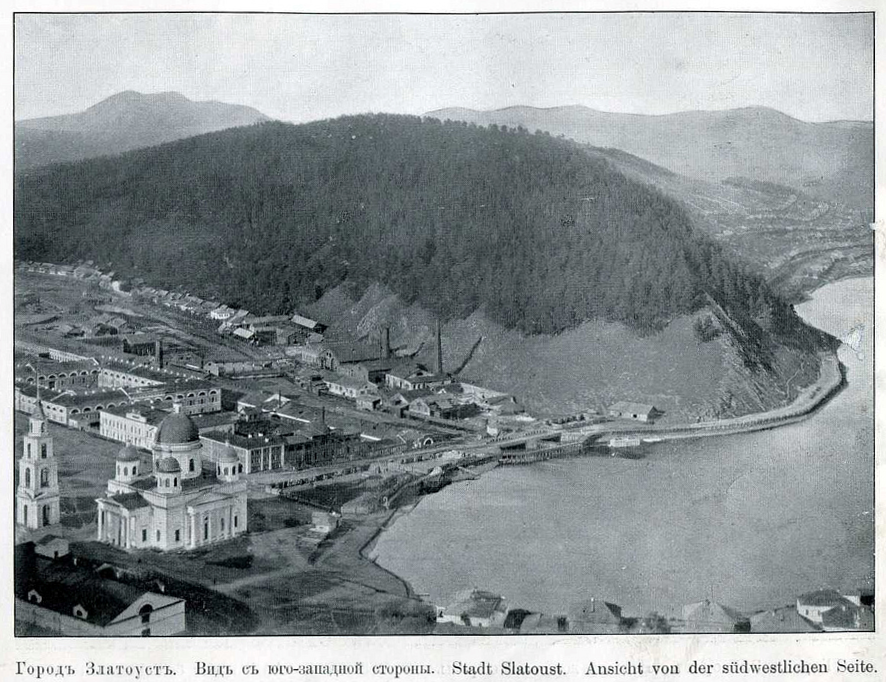
Фабрика на берегах реки Ай у подножия горы Косотур, 1900 г.

Златоу́стовская оруже́йная фа́брика (ООО «ЗОФ») — российское предприятие по производству строевого и наградного холодного оружия в городе Златоуст Челябинской области. Первая российская государственная фабрика холодного оружия, основана в 1813 году, открылась 16 декабря 1815 года.

## История
В 1809 году владелец металлургических заводов Кнауф, намеревавшийся создать в Златоусте производство качественного стального инструмента, заключил с этой целью контракт с работавшим к тому времени на Урале немецким металлургом и минералогом Александром фон Эверсманом, Согласно контракту Эверсман должен был привлечь на завод немецких специалистов, и в 1810 году Эверсман устроил переезд в Златоуст 52 немецких специалистов с Ижевского завода. В 1811 году, получив предложение золингенских оружейников об организации в России оружейной фабрики, Эверсман обратился к Андрею Фёдоровичу Дерябину, возглавлявшему Департамент горных и соляных дел, а тот — через министра финансов графа Дмитрия Александровича Гурьева — к Императору Александру I, который одобрил идею. В том же году комитет министров Российской империи принял решение о создании оружейного завода, которое утвердил император. Эверсману, предложившему варианты удешевления проекта, было поручено создание завода, и в 1813 году — когда русская армия вошла в Пруссию — он был командирован туда для заключения контрактов с немецкими производителями оружия. 
3 (15) июля 1815 года года был подписан Высочайший Указ императора Александра I об устройстве «Фабрики дела белого оружия, разных стальных и железных изделий». Он утвердил решение комитета министров по этому поводу. В Полное собрание законов Российской империи он вошёл под № 25895.
Официальное открытие завода под названием «Фабрика дела белого оружия, разных стальных и железных изделий» состоялось 16 декабря 1815 года, а Эверсман был назначен директором. Для налаживания производства им было приглашено более ста специалистов из известных оружейных центров Европы, в том числе из Золингена, Ремшайда и Клингенталя. Также были приглашены мастера с Тульского и Олонецкого заводов. В первые годы существования фабрики была проведена подготовка рабочих кадров, а в 1821 году началось серийное производство оружия.
Одним из первых руководителей фабрики с 1824 по 1847 год был Павел Петрович Аносов.
Начиная с 1829 года Златоустовская гравюра на стали неоднократно получала похвальные отзывы и высокие награды на международных выставках: Лондон (1851) — бронзовая медаль; Лондон (1862) — серебряная медаль; Париж (1867) — две серебряные медали; Вена (1873) — серебряная медаль; Филадельфия (1876) — две серебряные; Париж (1878) — золотая медаль; Чикаго (1893) — большая бронзовая; Брюссель (1897) — золотая медаль.

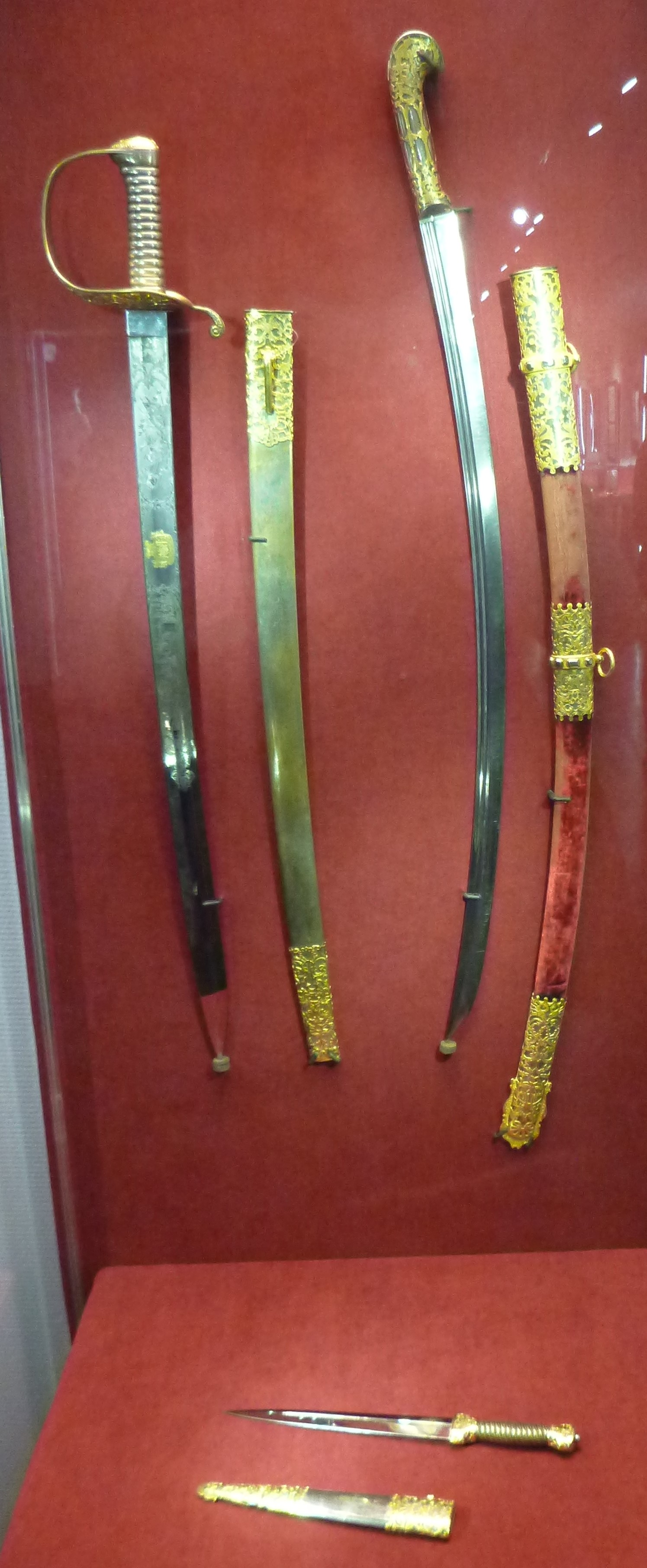
Гарнитур Златоустовской оружейной фабрики (морской палаш, шашка и кинжал), 1860 год

С 1835 года Златоустовская оружейная фабрика была единственным государственным предприятием в стране, вооружавшим армию холодным оружием, сначала русскую, потом советскую. За годы Первой Мировой войны было изготовлено более 600 тысяч шашек, клинков и кавалерийских пик, за годы Великой Отечественной войны советская армия получила 583 тысячи боевых шашек и около 1 миллиона армейских ножей, прозванных «чёрными ножами» (с нем. — «шварцмессер»), ставших отличительным признаком, в частности, Уральского добровольческого танкового корпуса. В 1945 году на Параде Победы все его участники были вооружены златоустовским холодным оружием.
В 1830-х годах на фабрике было начато производство бытовых предметов, преимущественно по особым заказам и для экспозиций. Выпускались зеркала, столовые приборы, подсвечники, подносы, ножи для бумаги, спичечницы и многое другое. Так как затраты на подобное производство были велики, в 1909 году отделение украшенного оружия было закрыто.
В 1837 году на фабрике было открыто кирасное отделение, производившее стальные кирасы весом от 11 до 9,5 фунтов. Златоустовские кирасы выдерживали попадание ружейной пули с расстояния в 60 шагов. Изготовление кирас на фабрике было остановлено в 1860 году в связи с расформированием кирасирских полков в армии.
Изготовленное оружие поступало в фабричный арсенал, где передавалось в военное ведомство. Здание арсенала было построено в 1825—1833 годах по проекту петербургского архитектора А. И. Посникова.
С 1854 по 1861 год директором фабрики состоял П. М. Обухов. Под его руководством было налажено массовое производство кирас из литой стали. В 1850—1860-х годах фабрика полностью перешла на производство оружия из литой стали. Стальные златоустовские пушки, изготовление которых началось с 1862 года, были выдающимися для своего времени.

Продукция Златоустовской оружейной фабрики до 1917 года
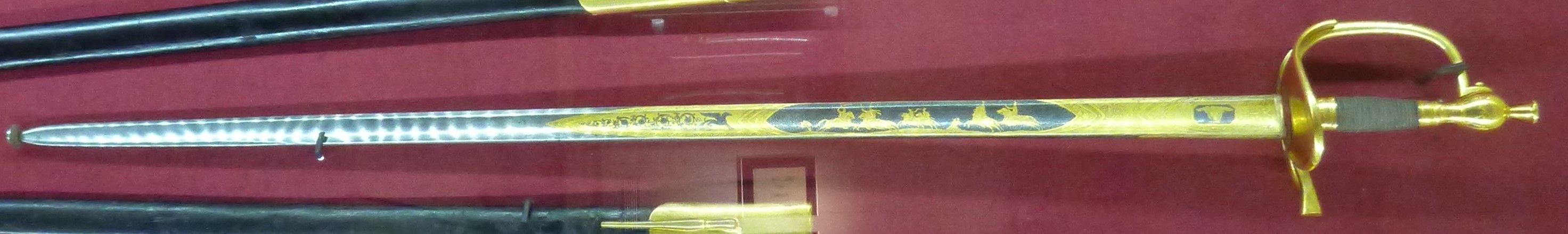
Готфрид Гра Шпага русская кавалерийская офицерская образца 1798 года с ножнами (1820-е - 1830-е годы)
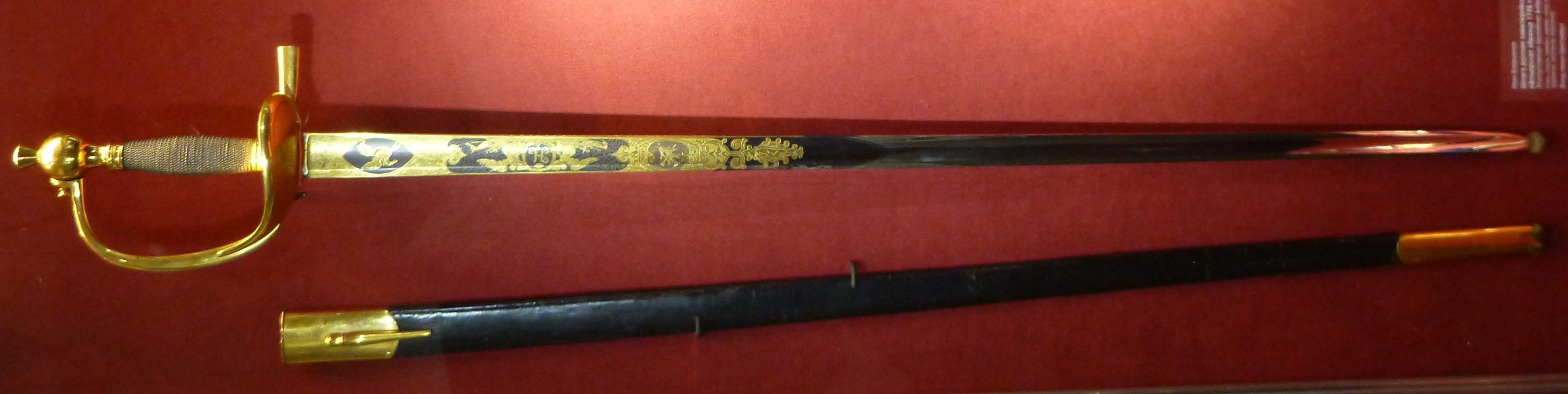
Шпага русская кавалерийская образца 1798 года работы Ивана Бояршинова (1829 год)
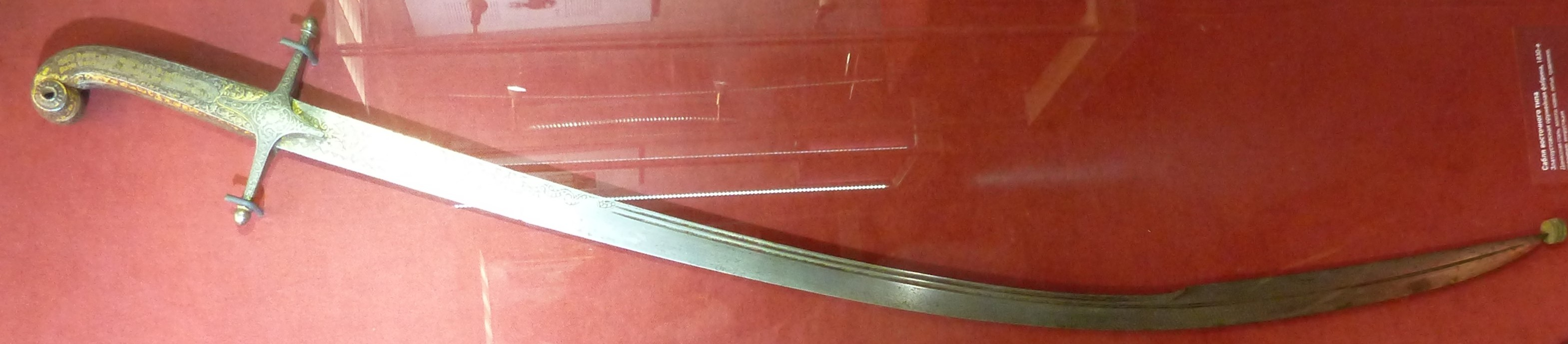
Сабля восточного типа (1830-е годы)
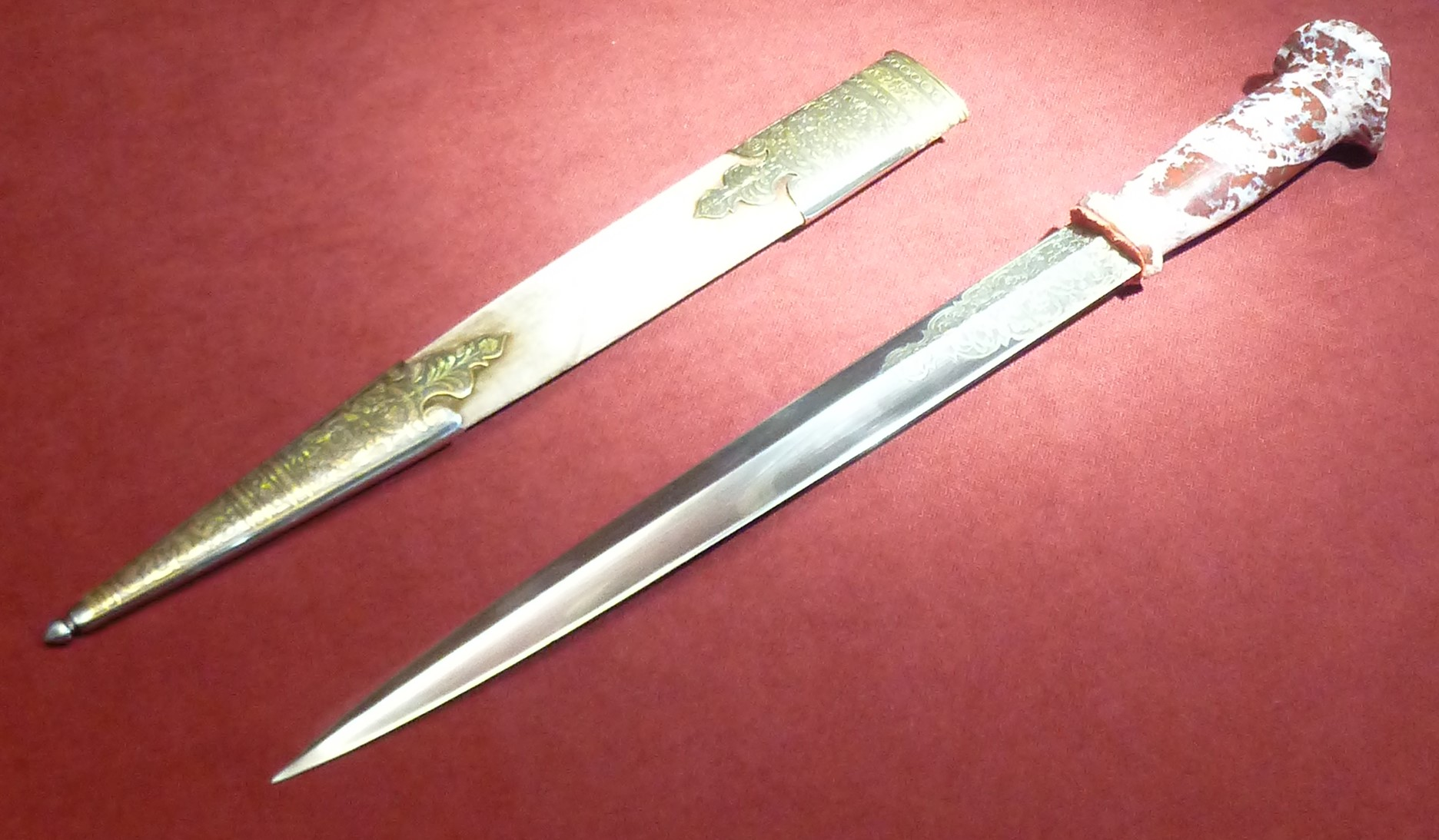
Кинжал восточного типа работы Ивана Бояршинова (около 1840 года)
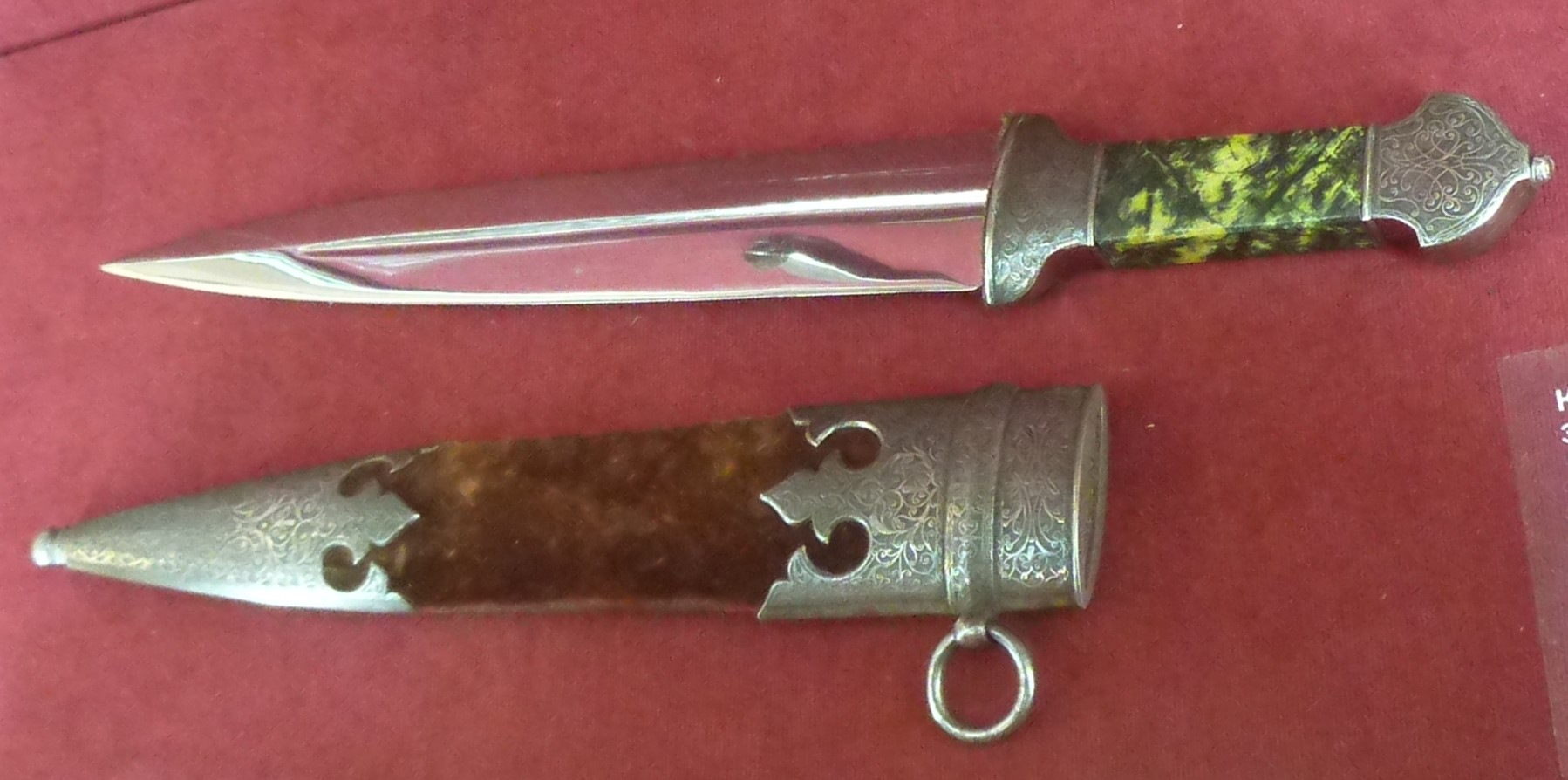
Кинжал с ножнами (1860-е — 1870-е годы)
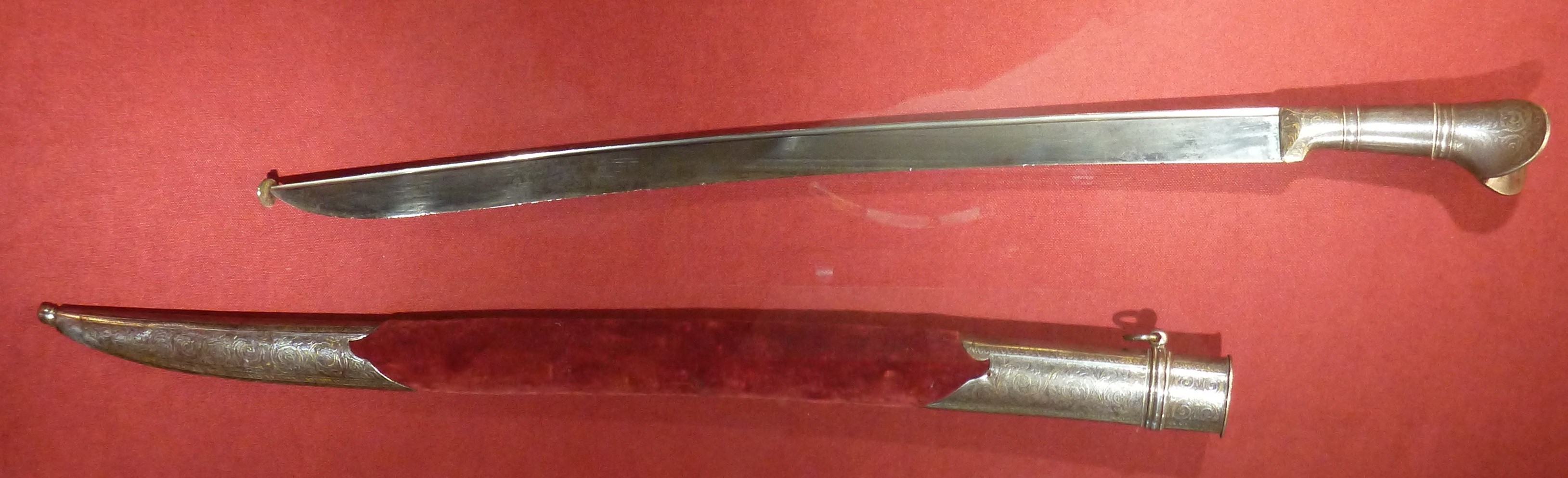
Ятаган (середина - третья четверть XIX века)
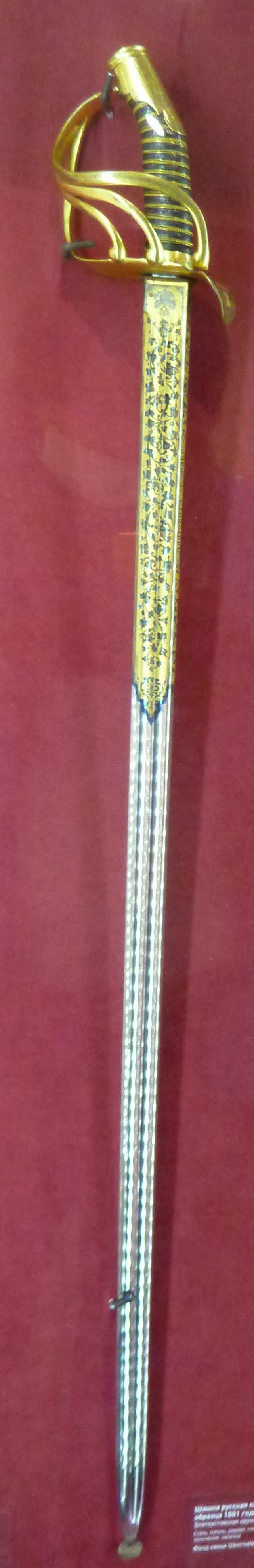
Палаш русский кирасирский офицерский образца 1826 года (1889 год)
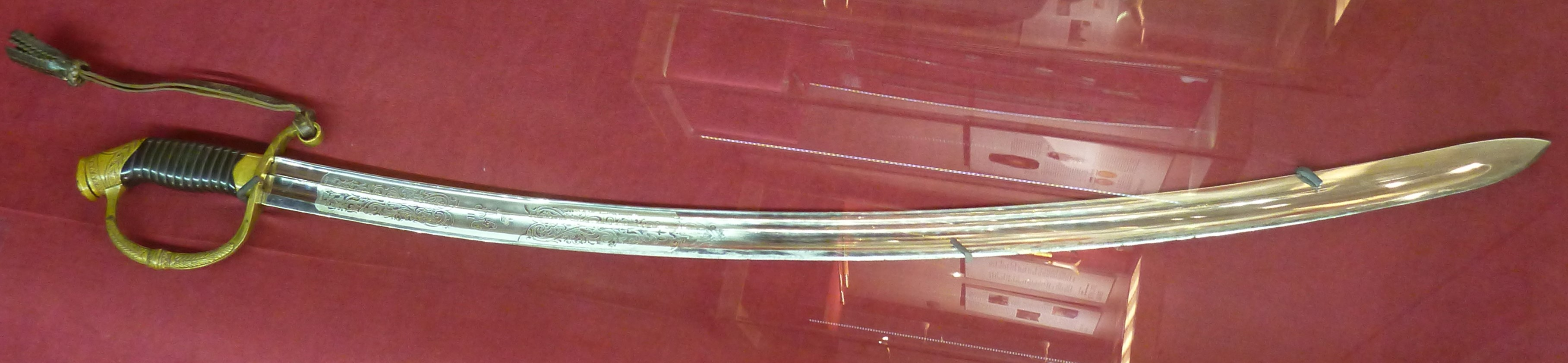
Сабля в ножнах (конец 1890-х годов)
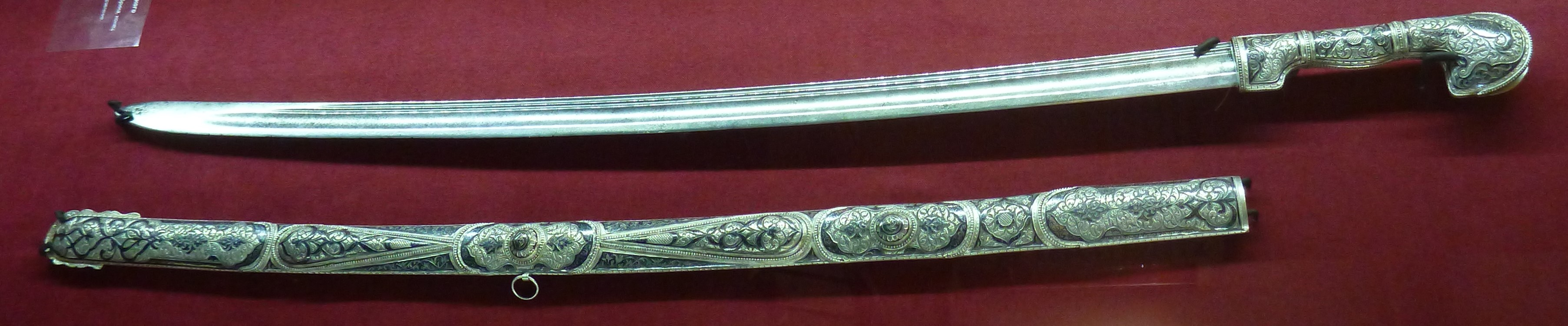
Шашка кавказская азиатского образца (конец XIX — начало XX века)
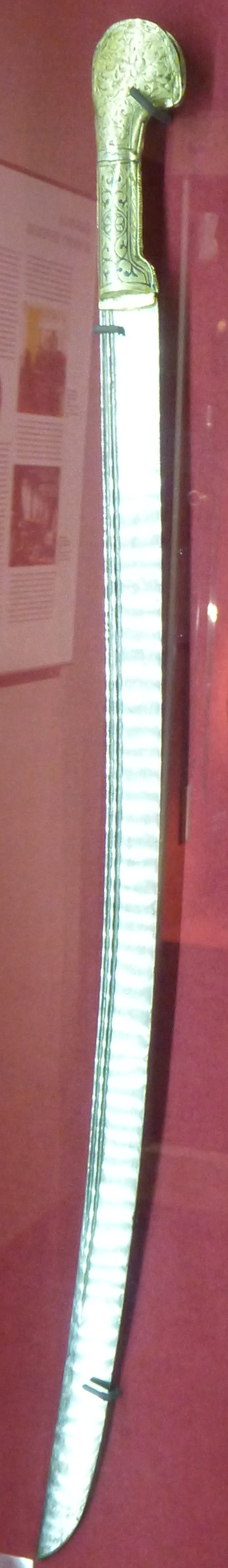
Шашка казачья нижних чинов (1903 год)
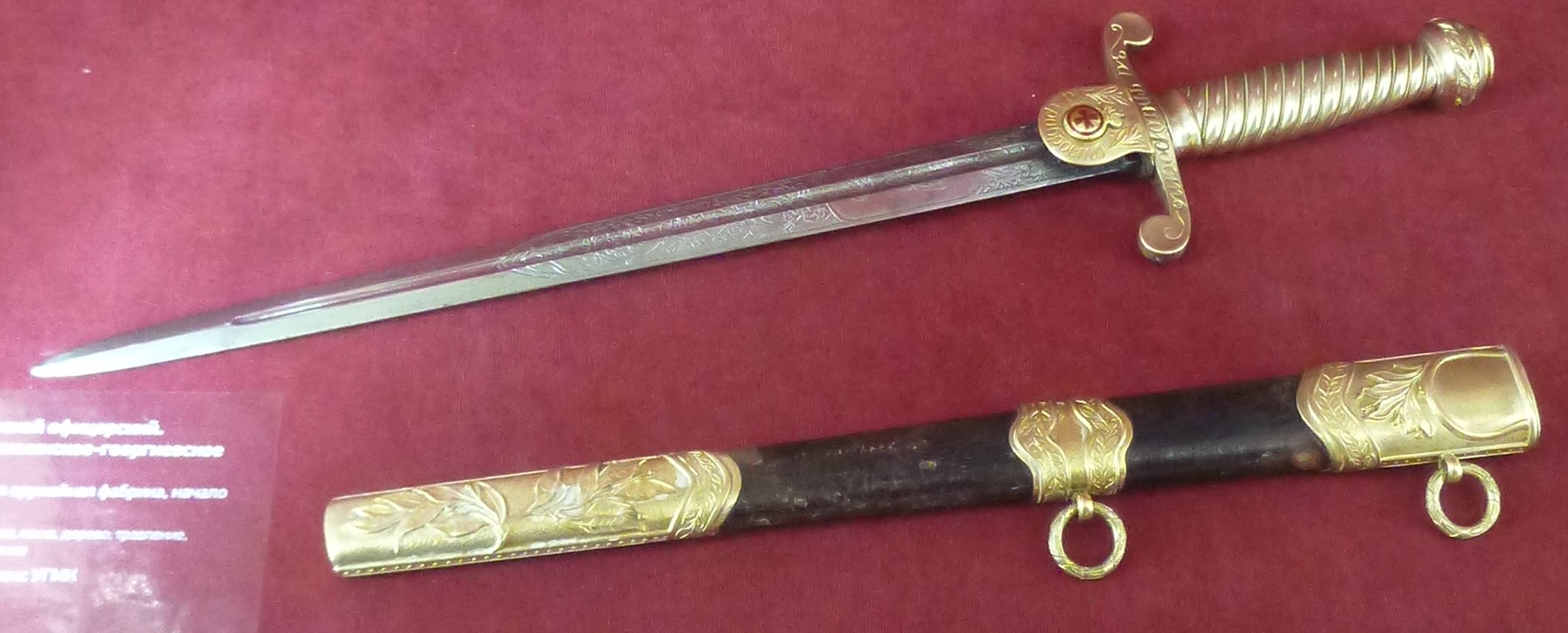
Кортик офицерский, аннинское оружие (начало XX века)
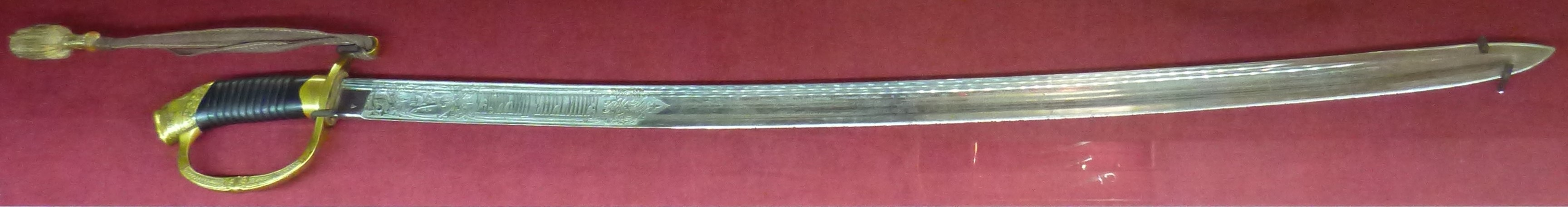
Шашка русская драгунская офицерская (1910-е годы)
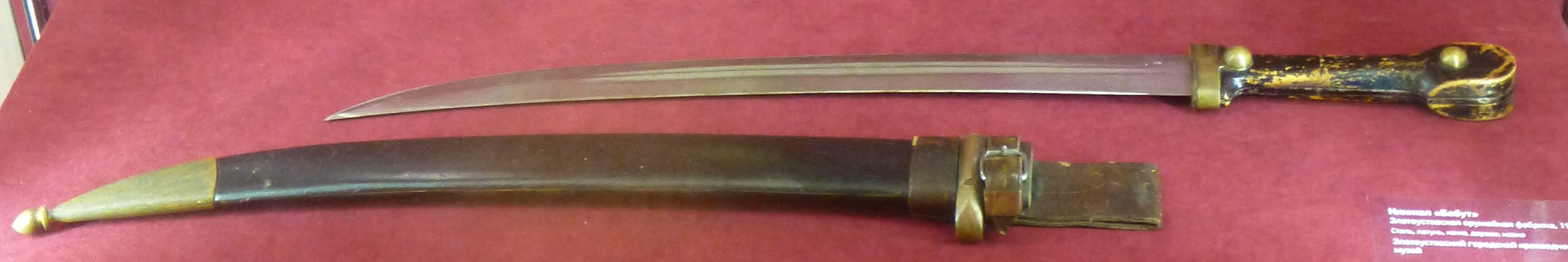
Бебут (1917 год)

### В составе завода имени Ленина
В июле 1919 года при отступлении белой армии мощности завода были эвакуированы в Томск, весной 1920 года оборудование возвращено в Златоуст. Завод вошёл в состав Златоустовского механического завода.
В 1927 году, в ознаменование 10-летия Октябрьской революции в Златоусте было налажено производство наградных топоров, украшенных художественной гравировкой на трудовую и боевую тематику, а также портретами Ленина и Сталина.
28 декабря 1931 года постановлением президиума ВСНХ СССР Златоустовский механический завод в соответствии со своей основной специализацией переименован в Златоустовский инструментальный завод-комбинат им. В. И. Ленина.
С 1947 года на фабрике трудился Г. М. Берсенёв, художник-самоучка, изготовивший большое количество коллекционных сабель, мечей, шкатулок и других изделий. Впоследствии он стал главным художником Златоустовской фабрики и членом Союза Художников СССР.
В 1959 прекращен выпуск холодного оружия, цех № 16, где оно производилось, перепрофилирован на изготовление магнитных пускателей (сохранился участок, выпускавший военно-морские офицерские кортики и художественные изделия в технике Златоустовской гравюры на стали).
В 1966 году завод передан Министерству машиностроения; переименован в Златоустовский машиностроительный завод им. В. И. Ленина; награжден орденом Трудового Красного Знамени.

Продукция завода в советский период
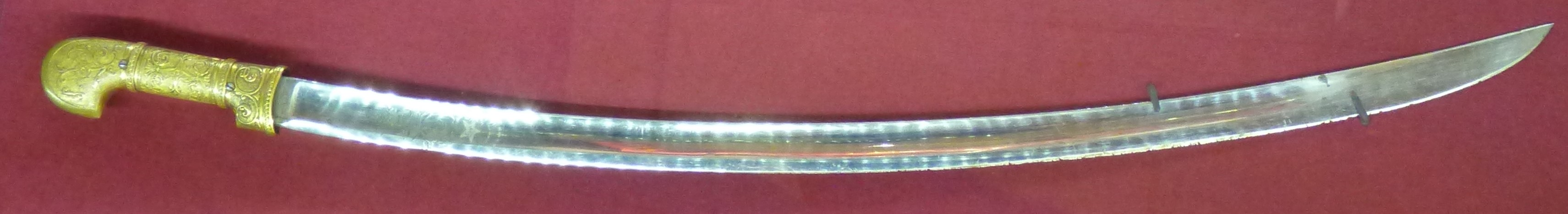
Шашка офицерская образца 1913 года, в советский период снабжена надписью «Бойцу РККА от РВСР»
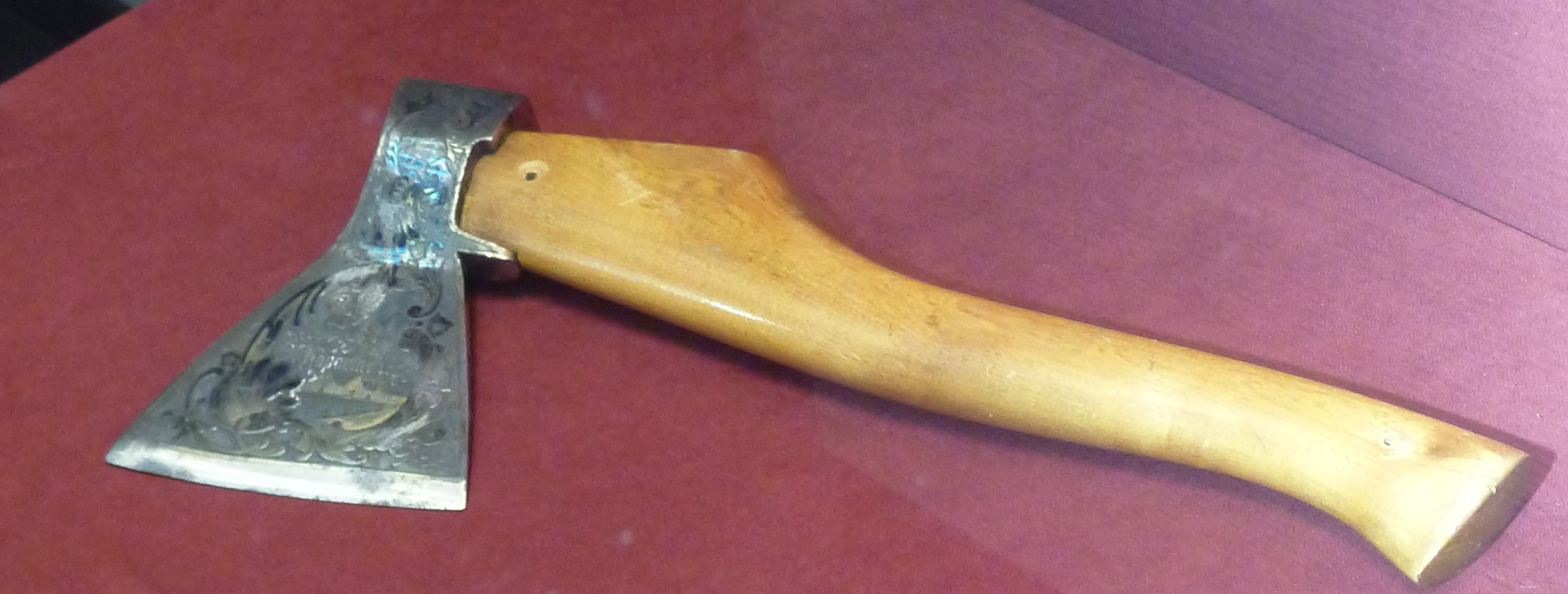
Топор декоративный работы Николая Морозова (1922 год)
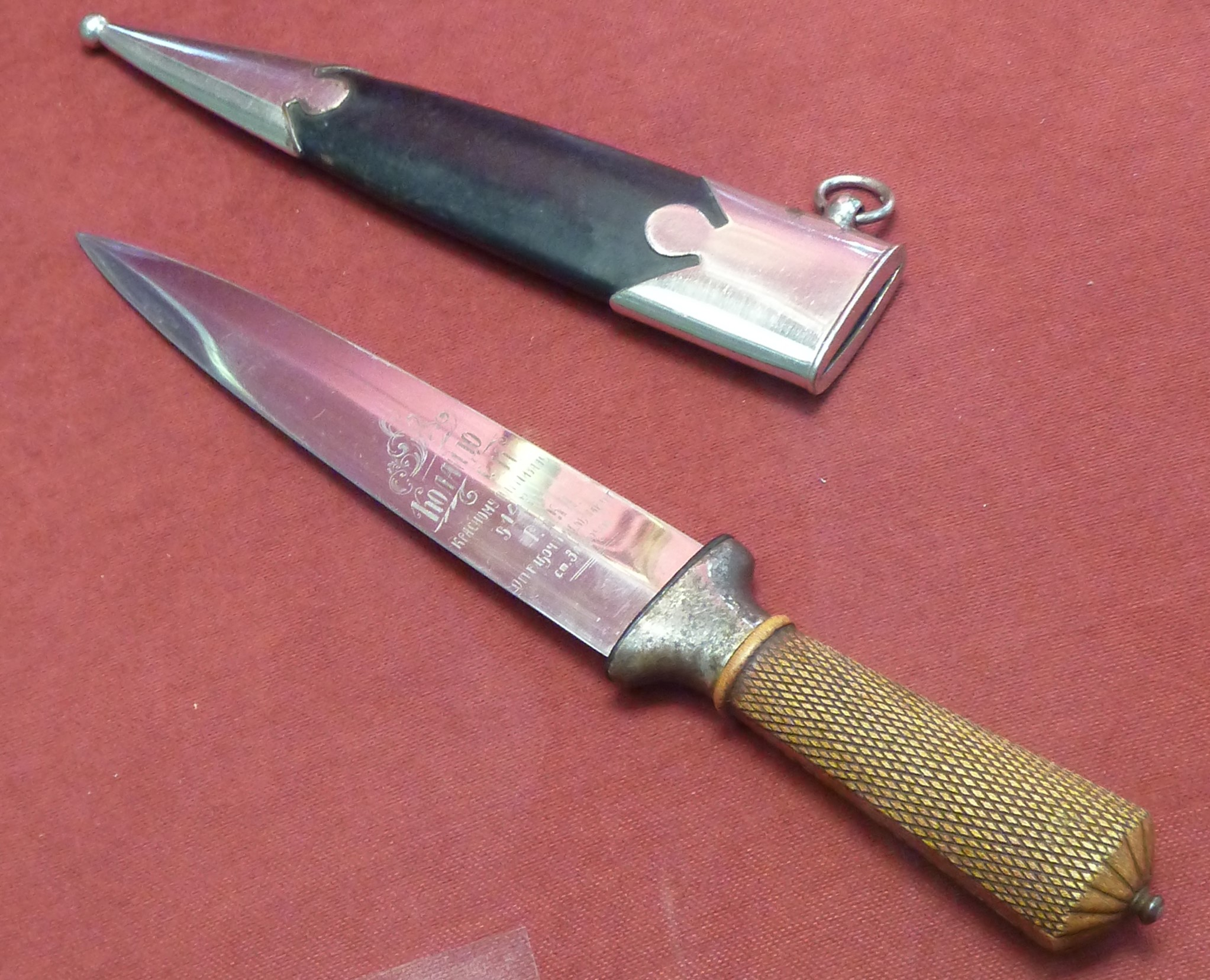
Кинжал охотничий в ножнах именной (1932 год)
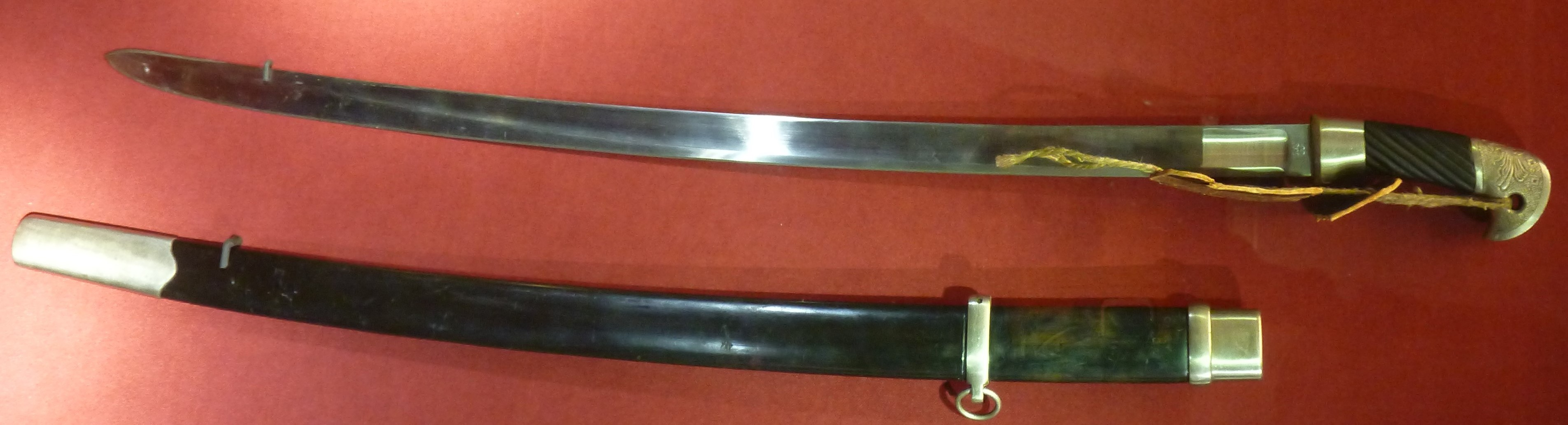
Шашка образца 1927 года (1935 год)
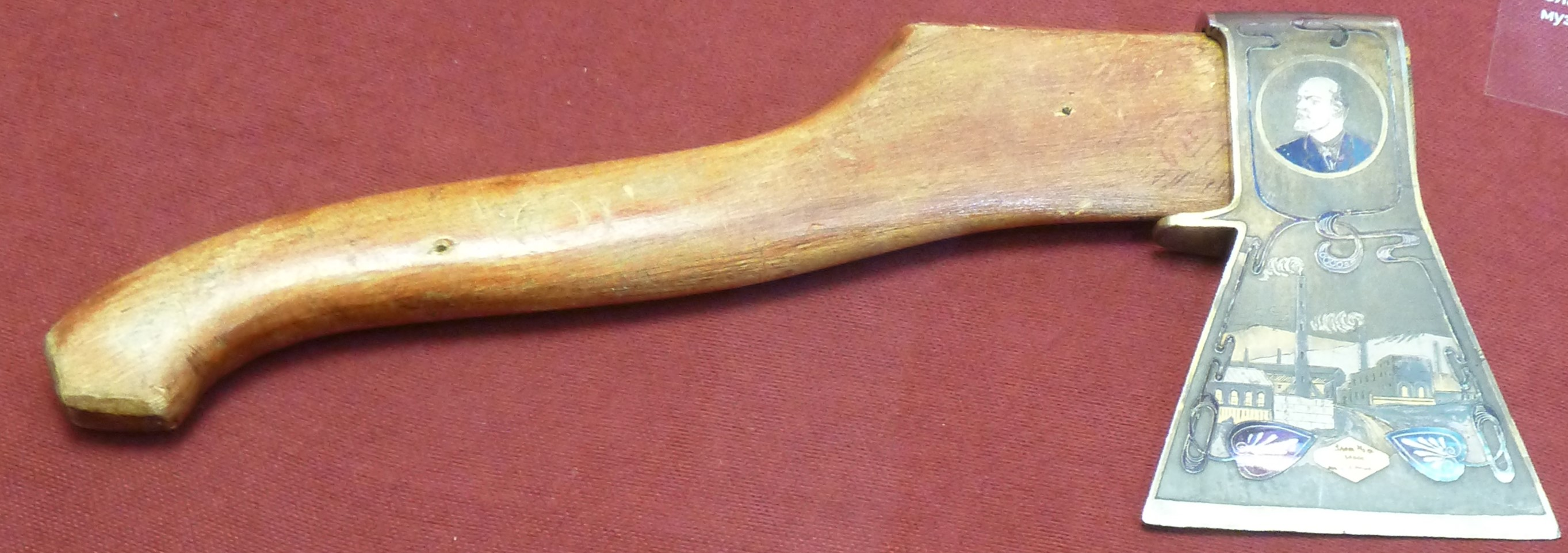
Топорик охотничий с портретом В.И. Ленина (1936 год)
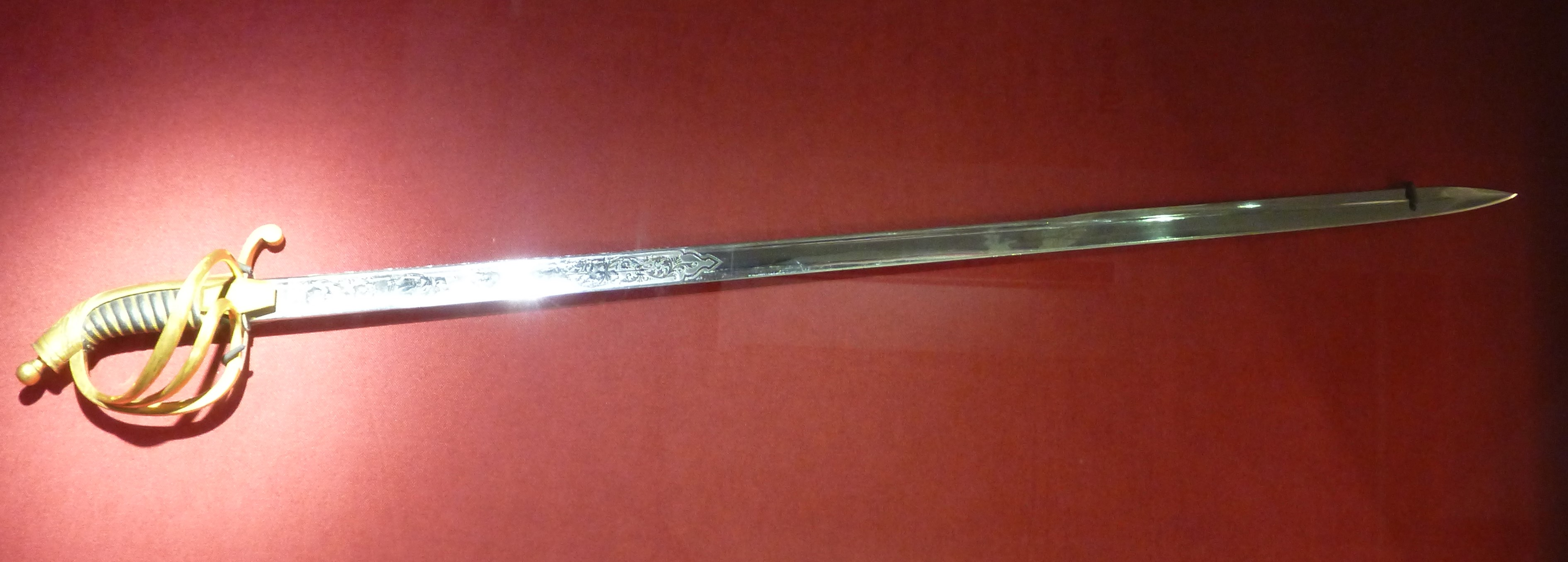
Палаш морской украшенный (1936)
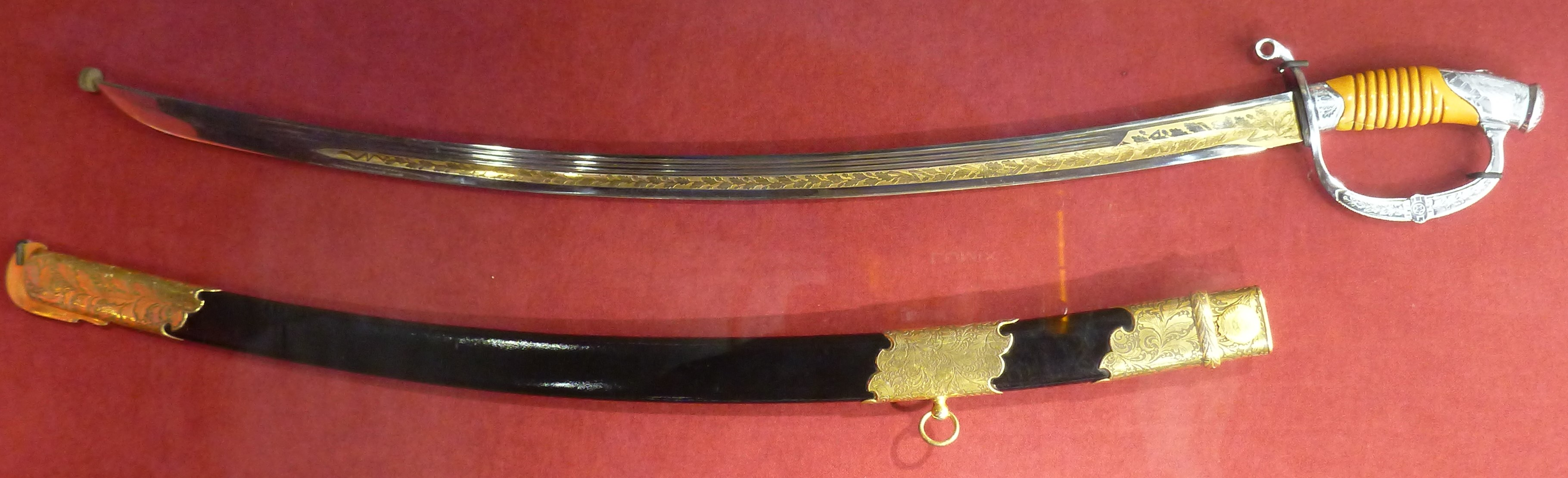
Сабля украшенная (1940—1945)
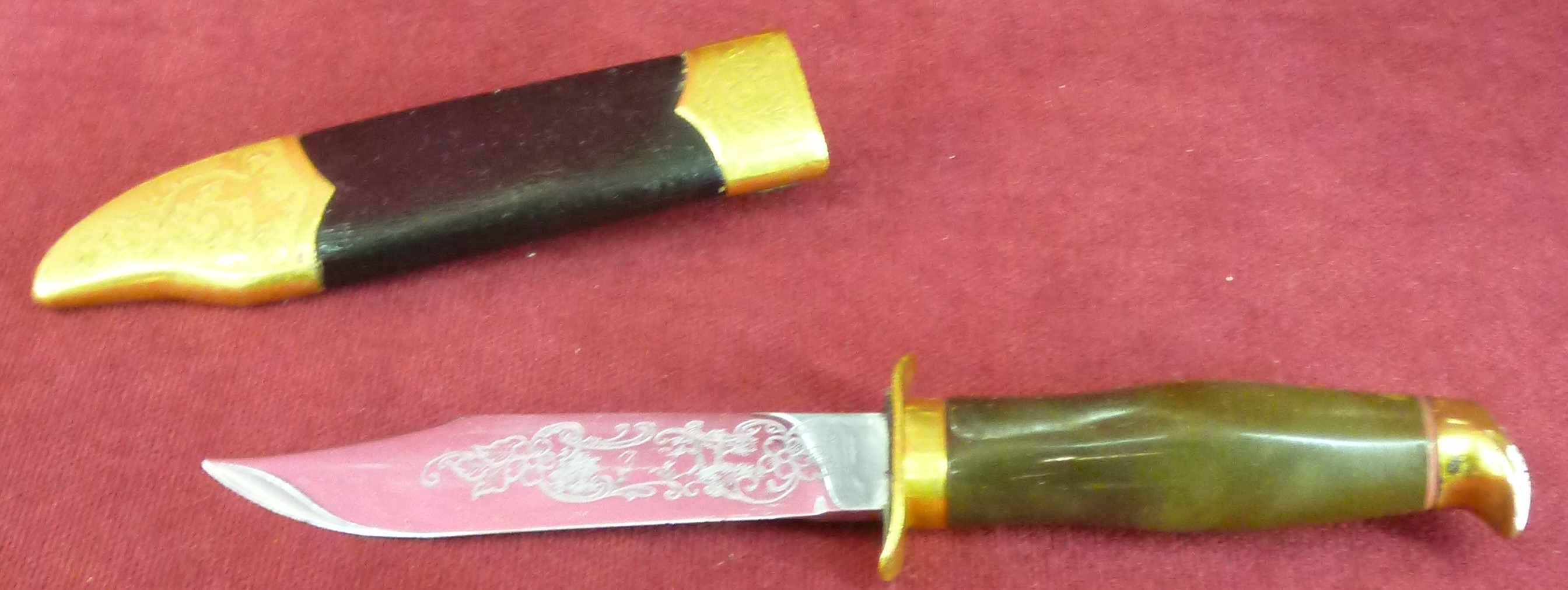
Нож начальствующего состава (1945 год)
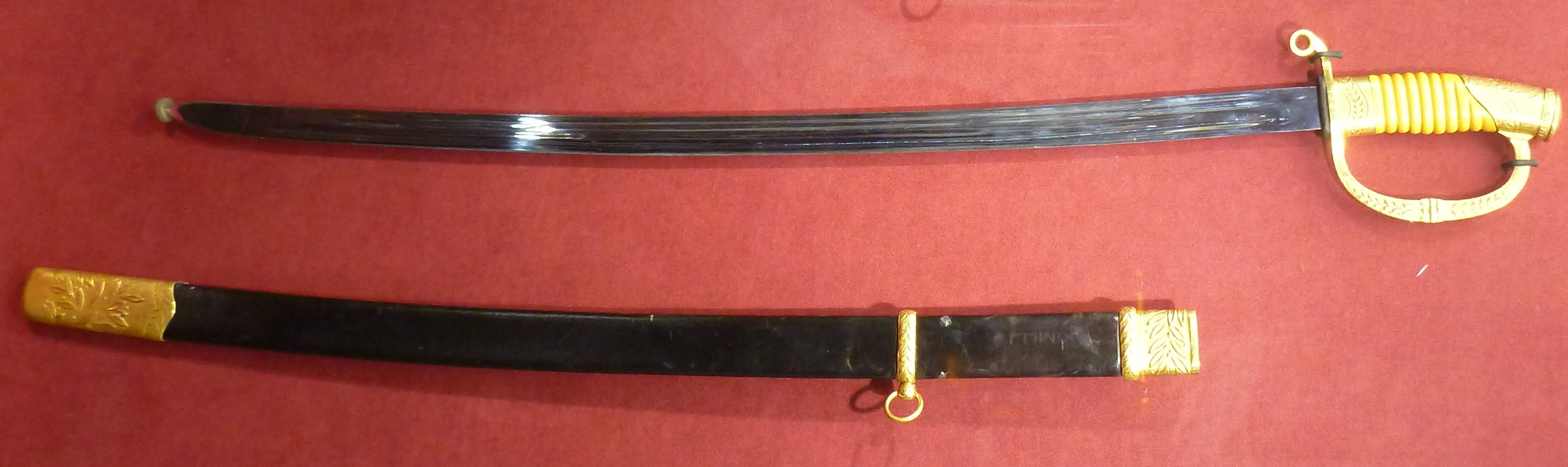
Шашка в ножнах генеральская (1945 год)
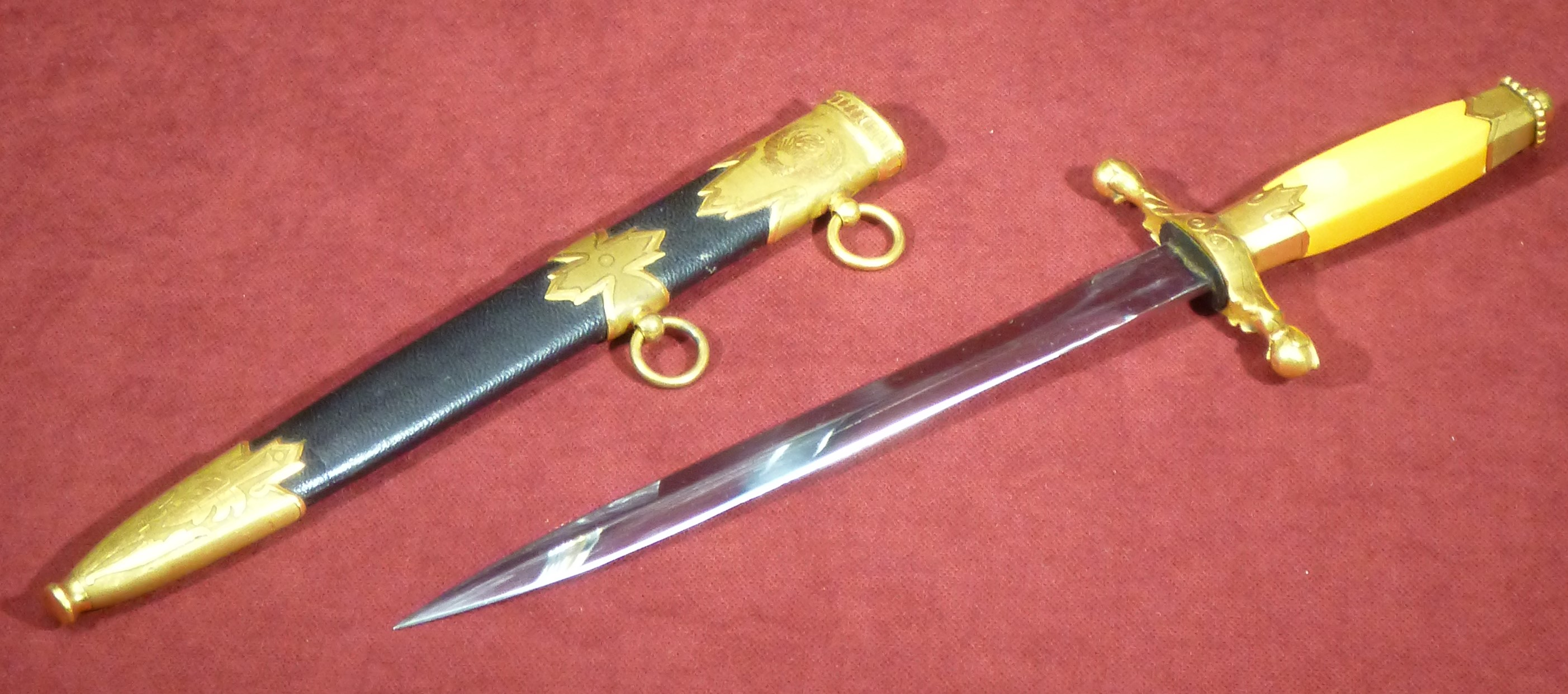
Кортик дипломатический в ножнах (1949 год)

В 1991 завод преобразован в ПО; в 1992 получил название «Златоустовский машиностроительный завод «Булат».
5 ноября 1996 года на АО «Булат» введено внешнее управление. В 1998 году завод объявлен банкротом. В 2004 на «Булате» остановлены последние действующие производства.

### ООО «ЗОФ»
11 сентября 2000 года художественное производство АО «Булат» зарегистрировано как общество с ограниченной ответственностью «Златоустовская оружейная фабрика».
В апреле 2008 года начала развивать свои исторические производства. В ассортимент продукции вошло около ста наименований холодного и украшенного оружия, в том числе шашки, кортики и ножи — в частности, был налажен выпуск ножей из дамасской стали, представленных в трёх марках стали, — а также разнообразная сувенирная продукция: вазы, винные наборы, шкатулки, блокноты, часы, подсвечники и прочее. Сохранились традиции гравюры на стали, в числе тематик которой — природная, церковная, геральдическая, а также сказочные и былинные сюжеты.
В июле 2013 года Монархическая партия Российской Федерации объявила, что подарит златоустовскую саблю ценой около 10 тысяч евро новорождённому наследнику британского престола принцу Джорджу Кембриджскому.
По сообщению информационного агентства «УРА.РУ», изделие «представляет собой златоустовский булат. На лезвии выгравирована надпись «За службу и храбрость», а ножны и рукоять богато украшены георгиевской лентой и изображениями великих российских полководцев».

## Технология
Сырую сталь на фабрике получали путём двойной переплавки чугуна в горне и последующим охлаждением водой. После рафинирования сталь проковывали на тонкие полоски и сваривали их в один брусок. Затем бруски нагревали протягивали под трёхпудовым хвостовым молотом, скорость работы которого достигала 350 ударов в минуту. Полученную ленту шириной до 6,35 см, толщиной около 0,6 см, длиной около 61 см закаливали в воде. Далее составляли куски, накладывая одну на другую до 20 полос ленты и сваривая их в один брусок. Затем брусок разделяли пополам, сваривали получившиеся части, затем снова разделяли пополам и вытягивали в полосы. Такая сталь называлась односварочной и употреблялась для изготовления режущего инструмента. Для производства оружия односварочную сталь снова проковывали в ленты, складывали в куски, сваривали в бруски, рассекали их на две части и снова сваривали. Полученная таким образом сталь называлась двухвыварной и применялась для изготовления клинков. В 1840-х годах в составе фабрики работало 13 рафинировочных горнов и 7 хвостовых молотов.
Для заточки клинков применяли точильные камни из песчаника. Полировка осуществлялась дважды на деревянных кругах: сначала с помощью измельчённого наждака, смешанного с дёгтем, а затем с помощью угля. Качество клинка проверялось троекратным ударом плашмя о конус и последующими ударами по сухому дереву. Также проверялась прочность стали сгибанием на 180 градусов в противоположные стороны зажатого в тисках клинка. Нормой считалось выдерживание 20 и более оборотов без разрушений. Эфес и другие части отливались из зелёной меди или томпака.

## Музей
В 1836 году был создан музей завода.
В 1988—1997 годах в левом крыле арсенала действовал музей истории развития Златоустовского ордена Трудового Красного Знамени машиностроительного завода имени Ленина.
Музей ООО «ЗОФ» расположен на 3-м этаже завода, обладает богатой коллекцией украшенного оружия.

## Галерея

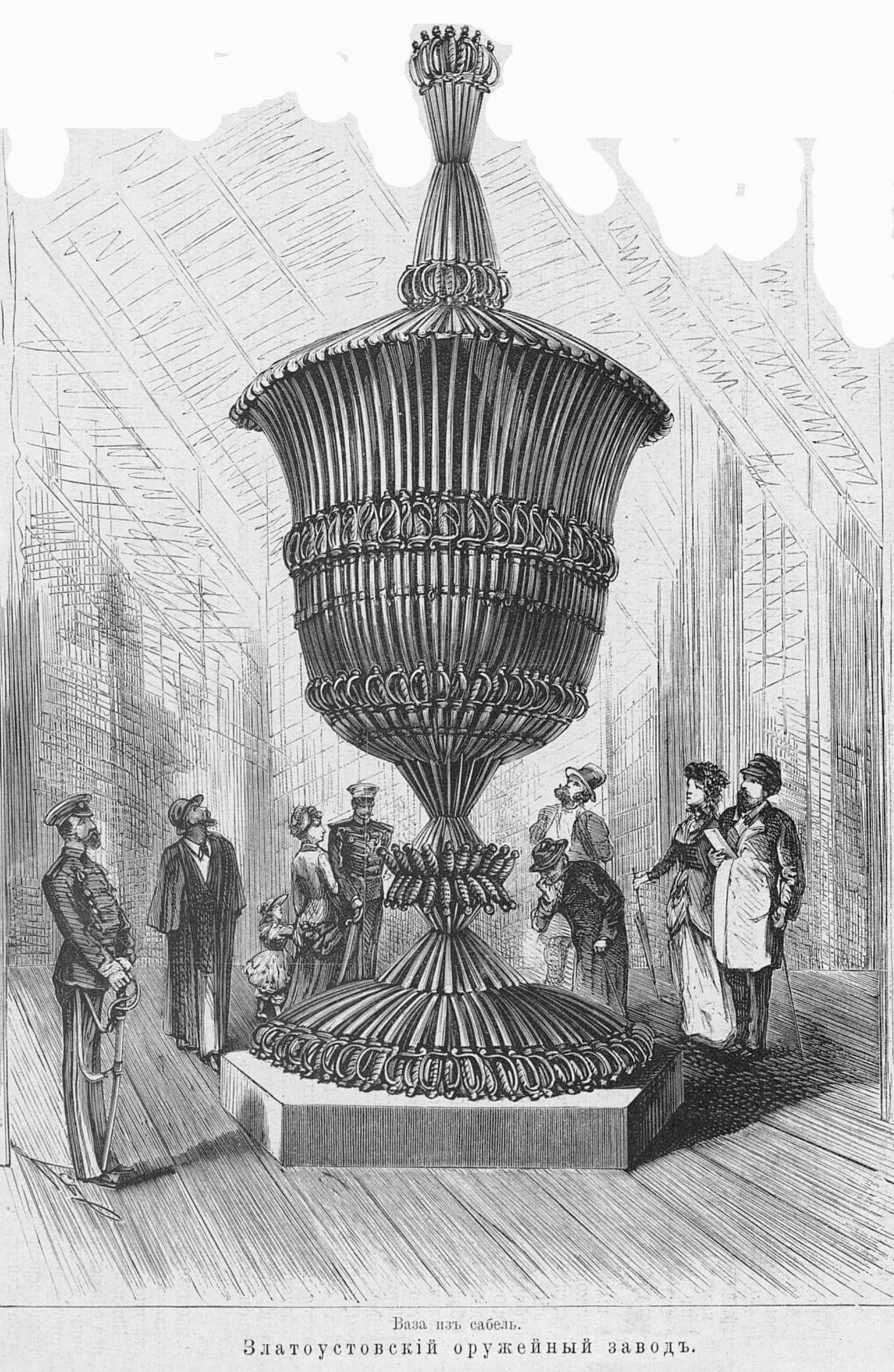
Ваза из златоустовских сабель на Всероссийской выставке в Москве (1882)
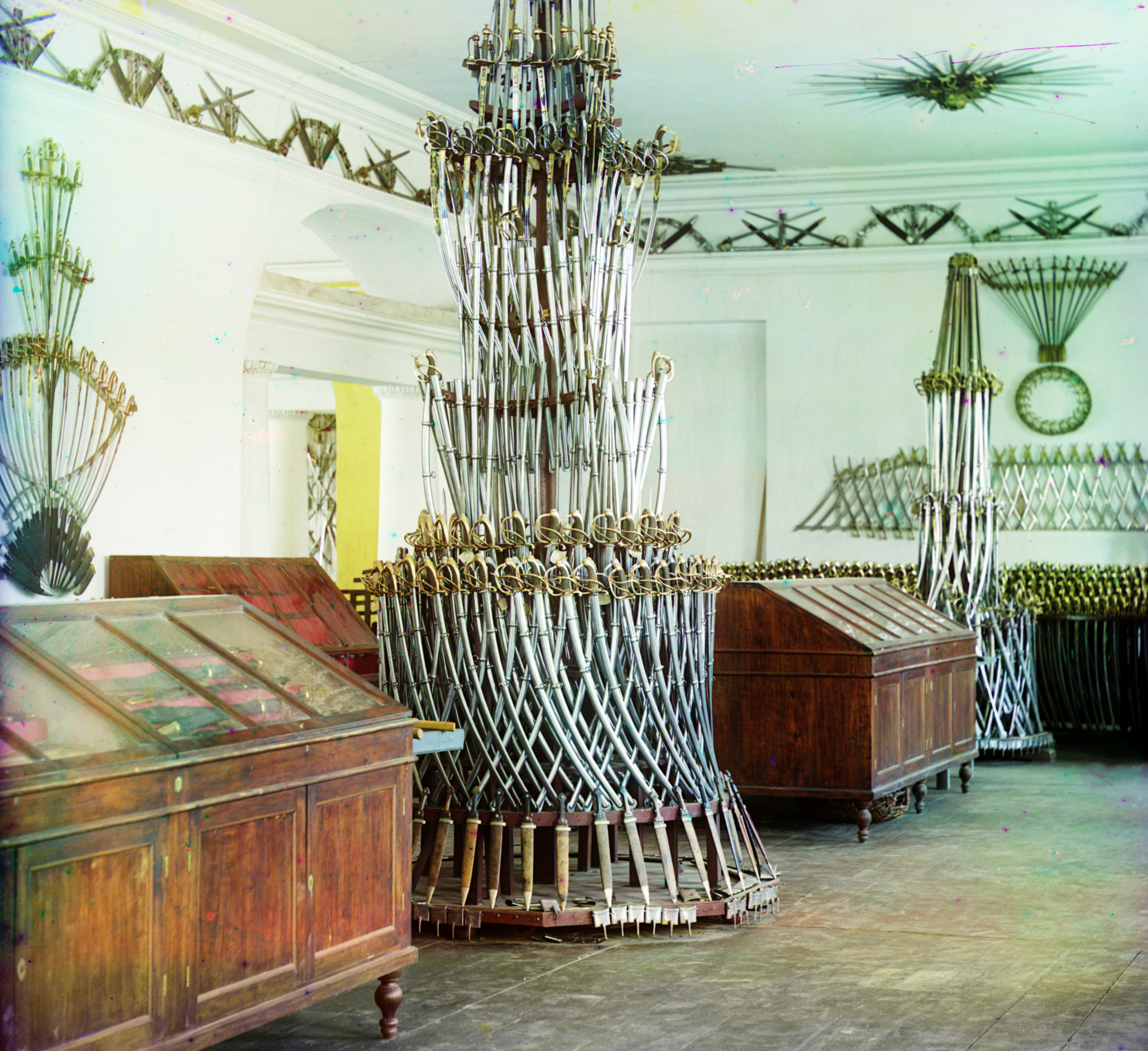
Горка из оружия в Арсенальном Музее Златоустовского завода (1910)
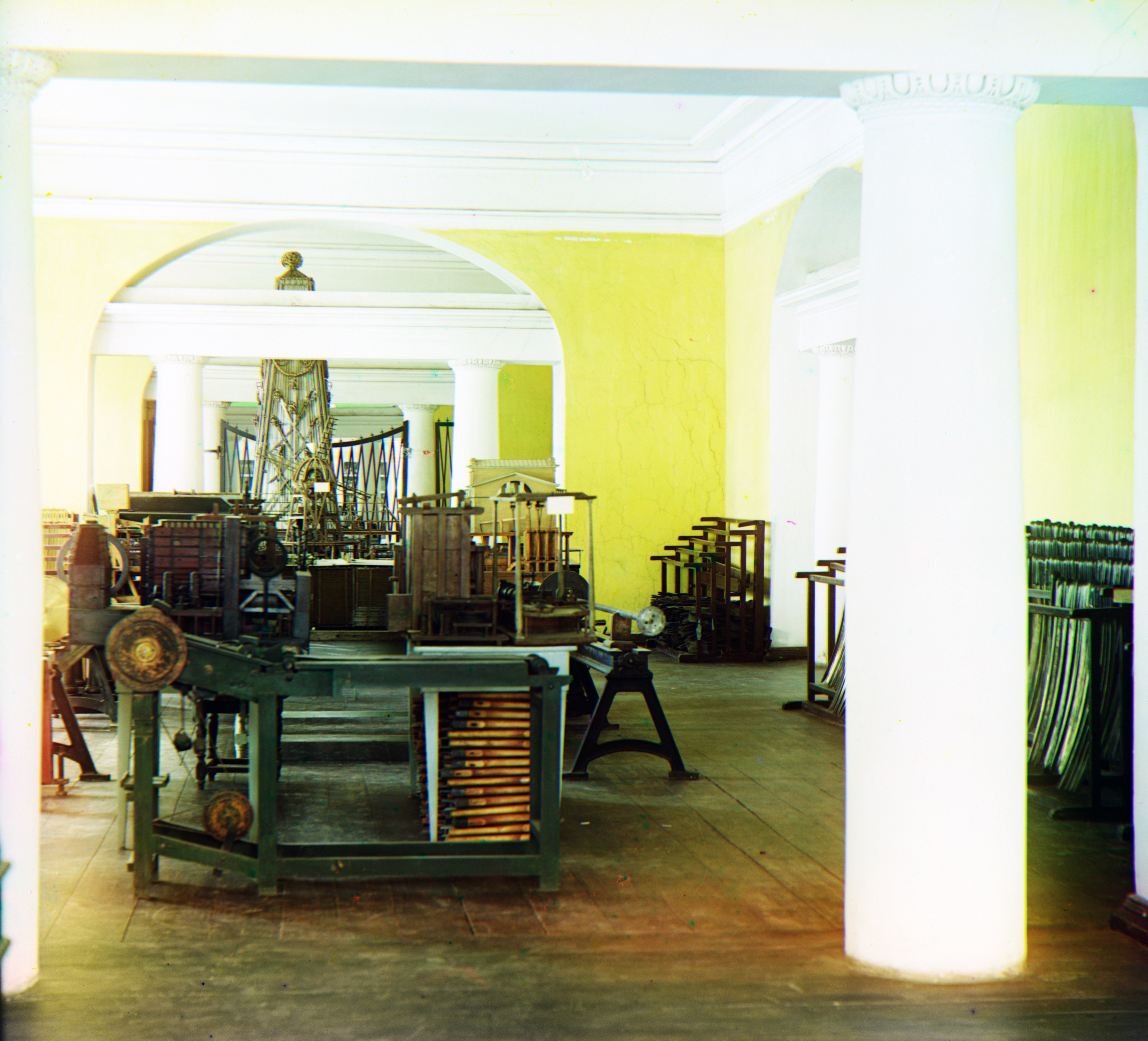
Зал музея Арсенала завода (1910)
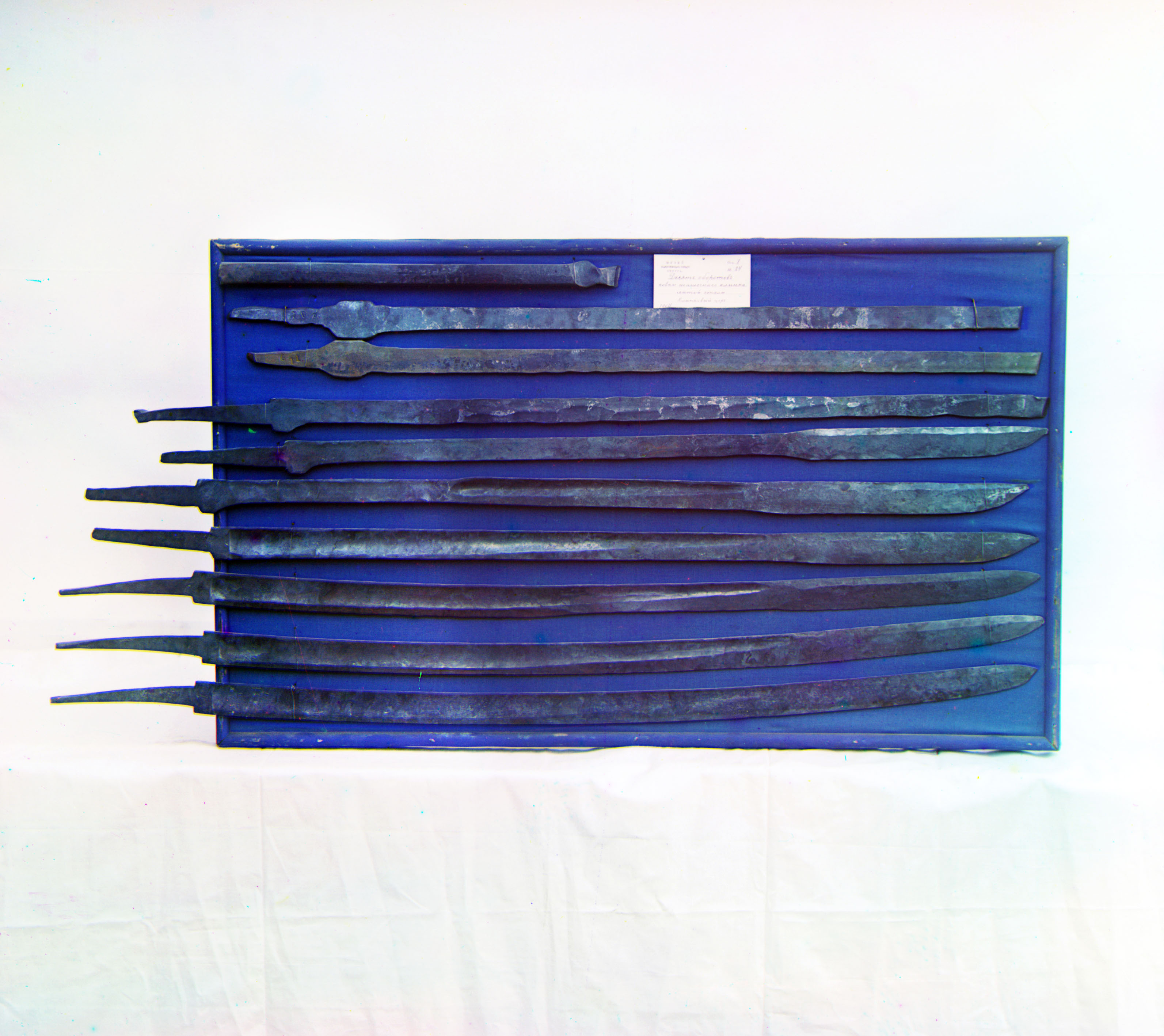
Демонстрация последовательной выделки клинка солдатской шашки (1909)
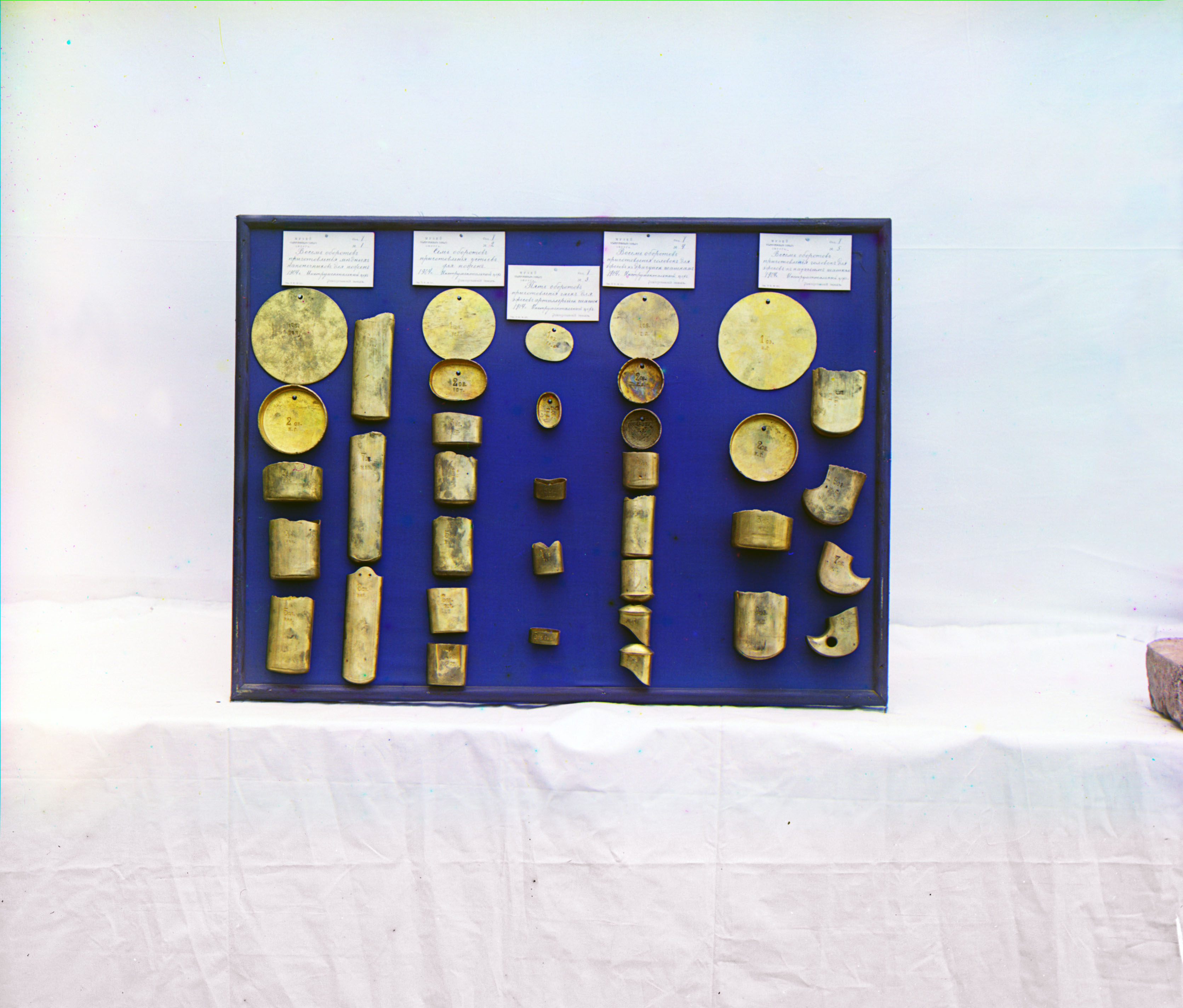
Демонстрация последовательной выделки элементов фурнитуры ножен для шашки (1909)
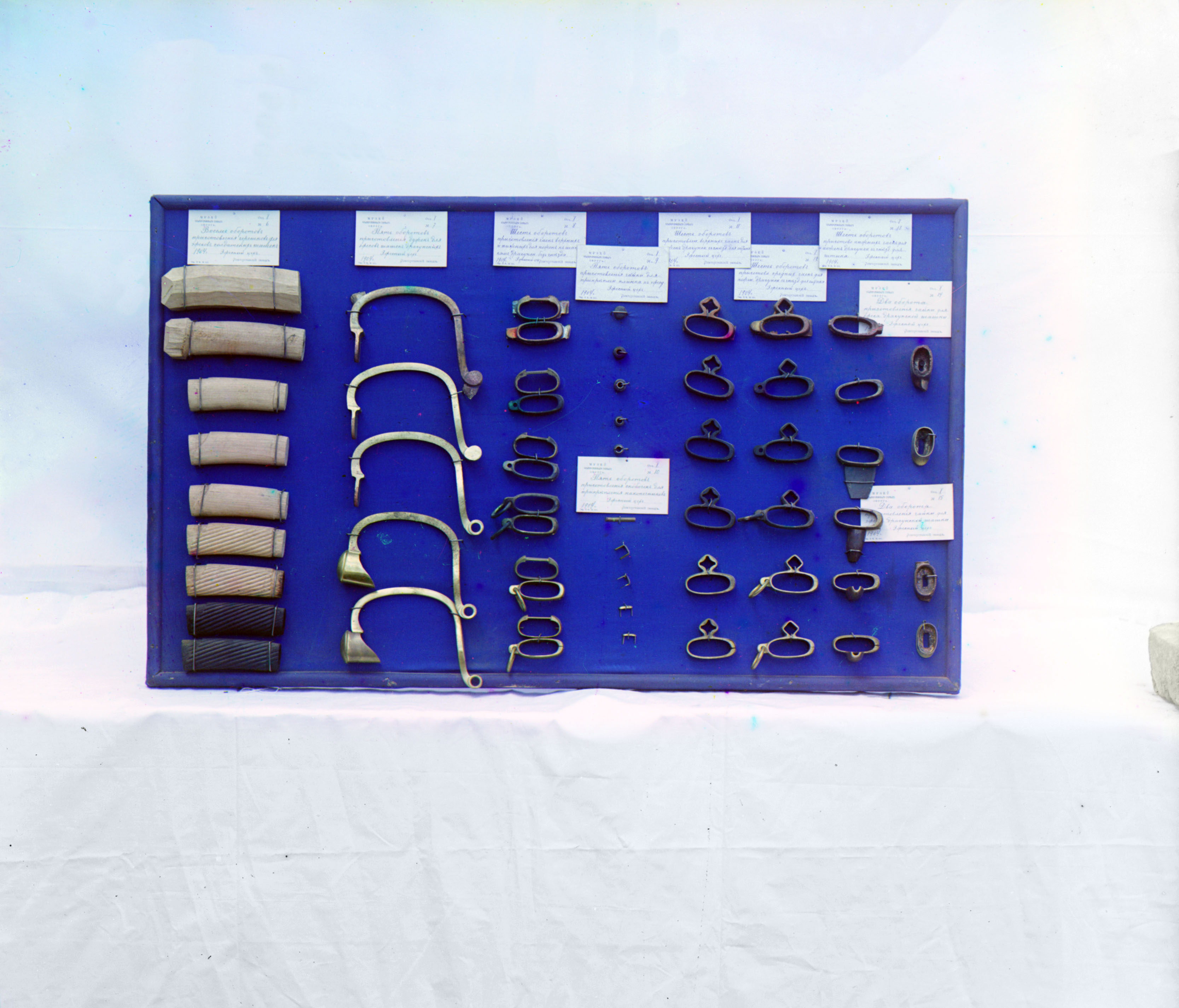
Демонстрация последовательной выделки вспомогательных элементов шашки и фурнитуры ножен (1909)
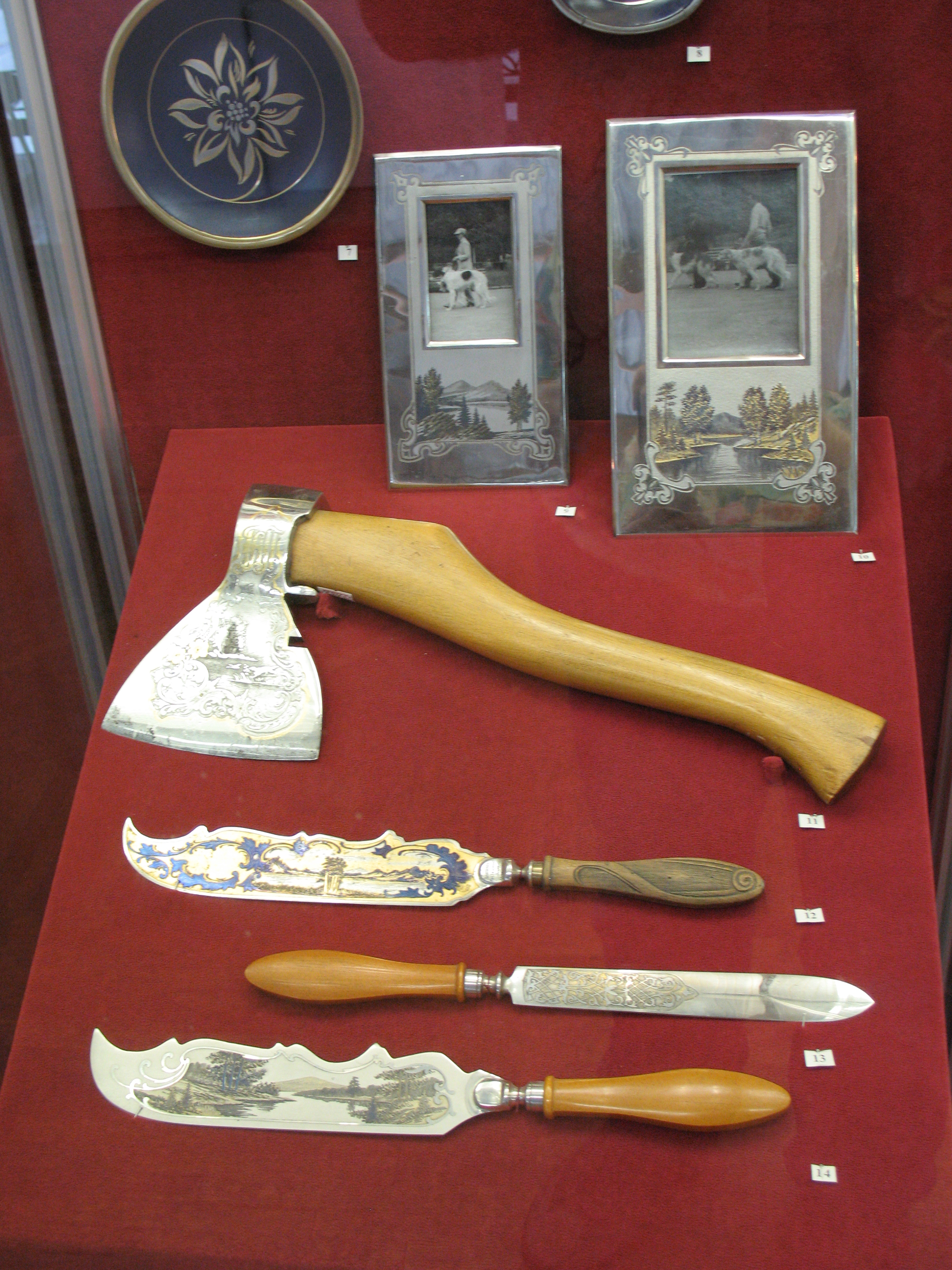
Экспонаты музея в Екатеринбурге со Златоустовской гравюрой
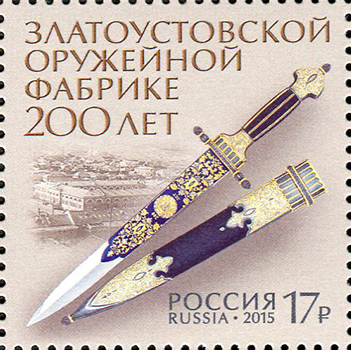
Почтовая марка России